# Asher
Asher eller Aser (hebreiska: אָשֵׁר, Ašer, ʾĀšēr) var enligt Första Mosebok patriarken Jakobs andre son med Silpa och hans åttonde son totalt. Asher var ledare för en av Israels tolv stammar, uppkallad efter honom.